# 长城汽车
長城汽車股份有限公司（簡稱長城汽車；港交所：2333、上交所：601633、港交所：82333（人民幣結算））是一間在中華人民共和國成立的汽車製造商，總部位于河北省保定市。該公司的主要業務是製造和銷售轿车、運動型多用途車及汽車零部件，董事長是魏建軍。
长城汽车成立于1984年，最初是一家由河北省人民政府部分控股的小型制造企业。长城汽车现任董事长魏建军于1990年被任命为公司董事，并将公司发展成为中国领先的皮卡制造商之一。1998年，公司实现私有化，并于2003年在香港证券交易所上市。
该公司生产和销售多个品牌的汽车，包括长城炮、哈弗、魏牌、坦克和欧拉。除汽车外，该公司还生产SOUO品牌的旅行摩托车。自2019年以来，长城汽车还与宝马汽车成立了一家合资企业，在中国以光束汽车的名义生产电动MINI牌汽车。

## 发展沿革

### 初期發展
1984年，魏德良创办了保定市长城汽车工业公司并以集体所有制的方式成立並開始运营，當時的业务以改装汽车为主。
1989年，魏德良的兄弟魏德义通过购买进口车并拆解的方式自研了前桥独立悬挂，成立保定太行东伟汽车悬架有限公司。同年，魏德良因车祸去世，长城工业公司被乡政府接管。次年因经营失当负债200万元，乡政府决定将企业承包出去，魏德义之子、改装车爱好者、26岁的魏建军而接手，当时可用资产仅300万元。
1993年，经过努力，公司经营改善。尝试农用车发现市场利润微薄后，魏建军决定建造轿车。第一代长城通过外购底盘、使用家族关联企业的前桥、悬架制成，售价10万元人民币。短短半年，销售额数百万。1994年，国家汽车产业政策出台，对汽车产业进行目录管制。长城轿车被迫停产停售。魏建军考察美国和泰国后决定转手制造不受目录管制的皮卡。1995年，河北长城集团成立。

### 皮卡时代

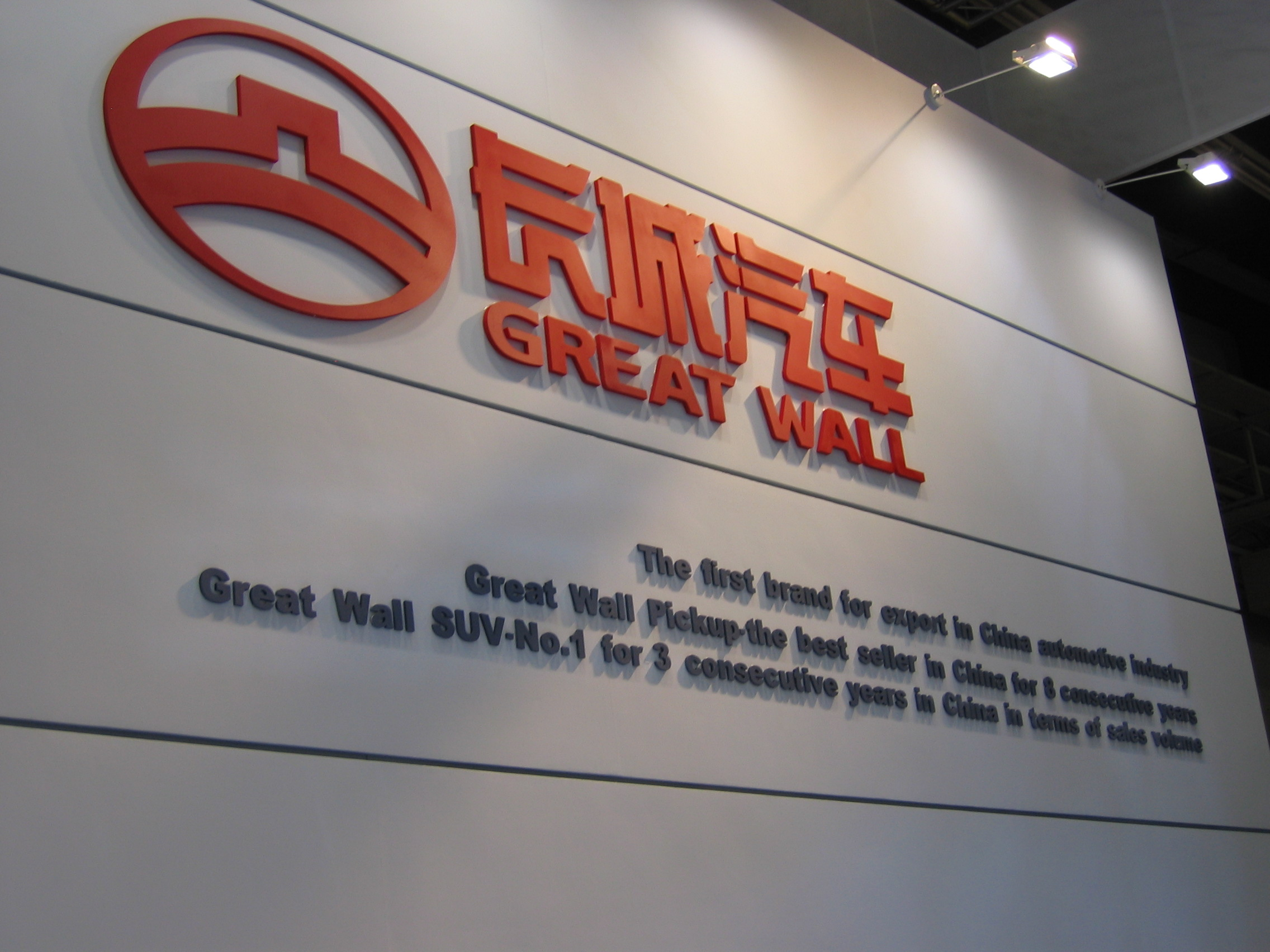
长城汽车旧标志

1996年3月5日，第1辆长城迪尔（Deer）皮卡下线，使用绵阳新晨发动机、唐山齿轮厂变速箱，定价6-7万元，低于主流的10万元。该车型在沿海省份十分流行。1997年，第一批皮卡出口中东。
1998年，长城皮卡跃居中国皮卡市场销量第一。1998年6月26日，受令于河北省政府城镇集体企业产权制度改革要求，改制为长城汽车有限责任公司，魏建军获得25%股权、乡政府65%、其他职工（工会暂代）10%，注册资本为3900万元。次年，乡政府售21%股份给魏建军以换取800万元现金补贴财政坏账。1999年5月，保定市要求陷入经营困境的国企田野汽车与长城汽车重组但失败。田野后来与华晨汽车合资改为河北中兴汽车制造公司，但不久华晨退出合作，田野再次寻求长城合资但被拒绝。1999年10月28日，长城举行皮卡第10000辆下线仪式。
2000年1月18日，长城斥资8000万元收购高碑店国企华北汽车厂，控股成立保定长城华北汽车有限责任公司。2000年，6月18日，魏建军与2位保定商人合资成立长城内燃机制造有限公司，魏占股51%，引入日美德制造设备和专利到期技术。后引入长春内燃机厂合作。
2001年，职工代表大会决定将所持10%股权转让给魏家，换取1500余万元资金作为基金奖励员工。6月12日，改制成立长城汽车股份有限公司，魏家持股56%，资本额1.7亿元。同年11月，长城赛铃（Sailor）皮卡投产，该车改款自五十铃皮卡，搭载日本产4JB1柴油发动机和长城产GW491QE电喷汽油发动机。

### SUV时代
2002年5月26日，长城推出首款SUV：赛弗（Safe），当年进入全国SUV市场前三名。该车款改自丰田SURF（美版4Runner）。同年，9月2日，成立长城汽车技术研究院，研发新能源车型和发动机技术，合作方包括北航、清华、中国汽车技术研究中心、中国汽车工业研究院。
2002年，长城试图进入城市巴士行业但遭遇销售惨败。2003年5月19日，长城汽车工业园一期10万辆整车基地奠基。赛影（Sing）RUV、赛骏（Pegasus）SUV、赛酷（SoCool）皮卡陆续投产。是年，长城在皮卡和SUV的市场份额分别是35%和25%。

### 在港上市
2003年12月15日，在香港联合交易所上市，股分代号2333。长城以13.3元募发1.14亿股，共15亿元。承销商超额配股1710万股，额外募资2.2743亿元。魏氏家族持股降低到40.45%，乡政府持股31.78%，其余27.77%由H股公众持有。2004年，入选中国企业500强。同年，合资的二期零部件基地开建。

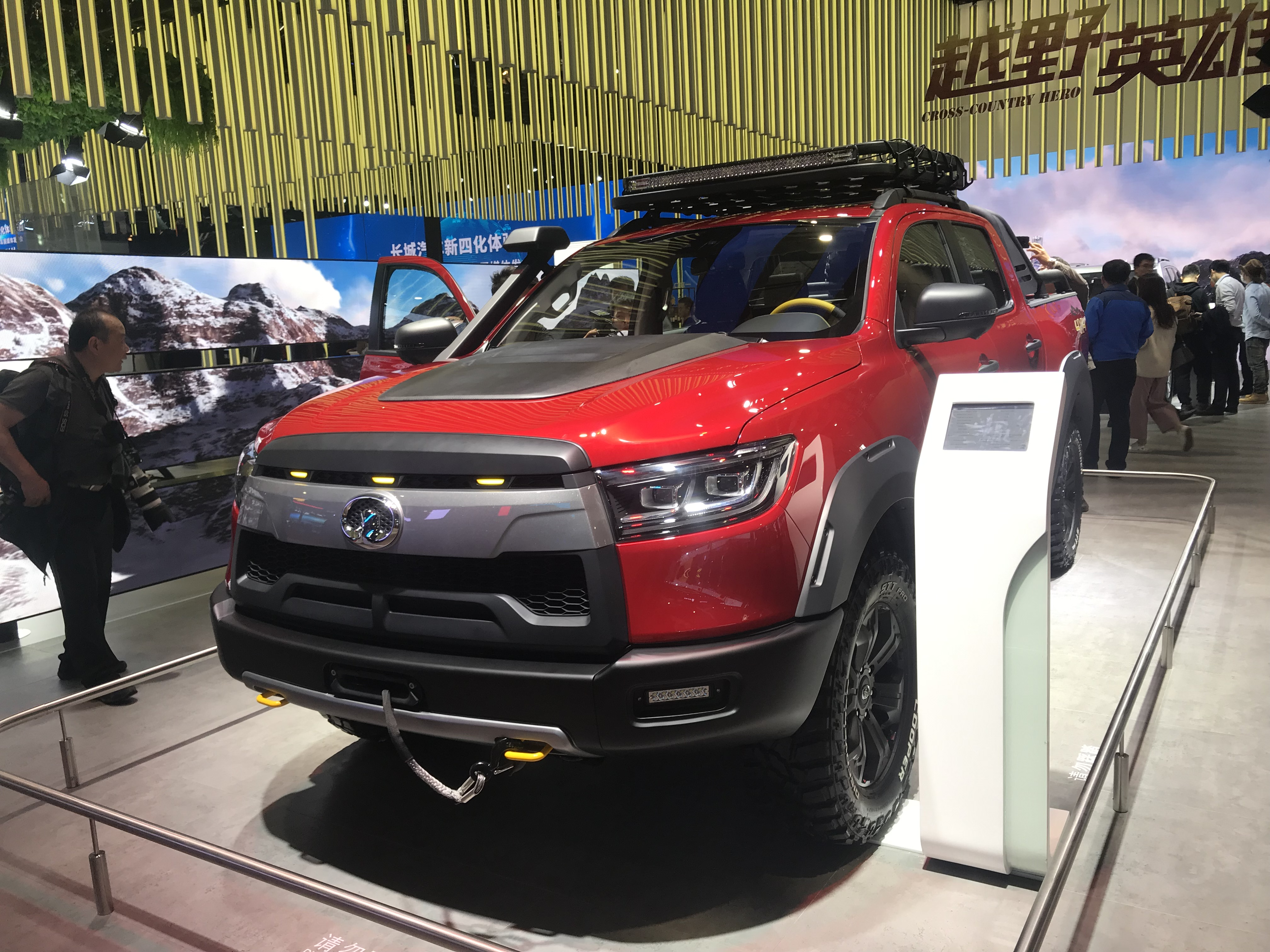
長城炮 2019年款

2005年3月6日，10万辆生产基地竣工，哈弗CUV车型投产。同月，长城俄罗斯KD组装厂开始组装整车。2005年6月，哈弗CUV上市，原型为五十铃Axiom。同年，7月1日长城汽车工业园三期（制造三部）20万辆轿车基地奠基。
2006年8月，长城联合博世开发了2.8TC电控高压共轨柴油引擎并量产。12月18日首辆长城风骏皮卡下线，搭载上述电控高压共轨柴油引擎。随后，哈弗柴油版上市。同年，首度销往意大利。
2007年5月18日长城汽车H股在香港成功增发。

### 轿车时代
2007年，10月29日20万辆轿车生产基地竣工；长城精灵轿车和嘉誉MPV下线；长城汽车新LOGO全球发布。11月7日长城轿车资质获得批准。但首款微型轿车精灵因定价高在市场遭受冷遇。
2007年3月22日，长城自主研发的变速器试制成功。2007年5月13日，长城汽车动力事业部轿车发动机厂落成，生产两款VVT小排量发动机目标装备C30、C20R、M2等车型。2007年11月6日，第二款轿车炫丽上市，该车型源自丰田Scion xA。
2008年3月22日，自主研发的变速器试制成功11月6日上市。2008年，全年因为金融危机影响净利润同比减少54.62%，为5.14亿元，共售出12.5万辆各类汽车。
2009年2月，天津汽车零部件及物流出口项目落户天津经济技术开发区。该基地可生产整车，现时间生产H6和C50。3月，全铝制VVT发动机装配炫丽、第三款轿车酷熊上市。酷熊以Scion xB为原型。次月，哈弗H3上市，搭载2L汽油引擎，售价9万元人民币。此时长城基本以哈弗为SUV品类名，皮卡为风骏、MPV为嘉誉。6月底，长城成为首家进入澳大利亚市场的中国汽车品牌，但9月时即因风骏、赛铃的碰撞测试成绩糟糕、风骏安全带失效而被召回。8月，长城推出跨界车精灵Cross、炫丽Cross并随后推出炫丽CVT版、嘉誉自动挡版、酷熊CVT版、哈弗M1（迷你SUV，基于精灵车型）。11月推出凌傲，以丰田雅力士为原型。同年，长城炫丽、酷熊、哈弗H5、风骏5首获欧盟整车型式认证，是中国自主品牌中首家。随后凌傲、C20R、C30和H6等也获得认证。
2010年初，长城首次参与达喀尔拉力赛，周勇使用了哈弗SUV获得了第6名，刷新中国车队最好记录。1月11日，第70万辆长城汽车下线。同月15日，哈弗H3柴油版上市。3月风骏5、哈弗M2（酷熊变种）上市，赛铃、赛酷停产。5月，紧凑型轿车腾翼C30上市。10月份GW4C20汽油机在长城动力研究院点火成功；搭载绿静2.0T柴油新动力的哈弗H5在内蒙古开展试驾体验活动，并在全国陆续上市。2011年8月，天津基地投产，长城发表城市SUV哈弗H6。9月，成功量产1.5T（4G15T）涡轮发动机，首装在C50上。

### A股时代
2011年9月28日，长城汽车股份有限公司在上交所上市，发股30424.3万股，募资39.55亿元。长城同时沪港上市，注册资本27.3818亿元。保定创新长城资产管理有限公司持有56.04%，公众持有10%，H股持有33.9%。魏建军持有创新长城的62.35%，实际控制公司。10月，长城新技术中心动工。次月，哈弗第60万台交车。2011全年净利润34.26亿元，销售46.27万台。
2012年，发表哈弗M4（基于炫丽）。2012年中，长城召回2012年2月23日至2月29日和2012年3月27日至5月9日生产的哈弗H6汽油版。部分燃油泵电机碳刷与刷架发生阻滞会造成碳刷和换向器接触不良而造成燃油泵不工作使发动机抖动和熄火。8月15日，因发动机、排气管连接处的垫片包含致癌物石棉在澳大利亚召回2.3万台哈弗H5、风骏5。2012年全年净利润57.08亿元，销售62.5万台。

### 多品牌时代
2013年11月，哈弗H8在广州车展公布。同月，哈弗成为独立品牌。
2016年4月哈弗H6超越五菱宏光夺得汽车榜单头名，这也是SUV车型首次夺得全国汽车销量榜单总冠军。7月10日，长城与宝马合资创设光束汽车，双方各占50%股比，双方将合作生产国产化的MINI品牌车型、紧凑型SUV、电动MINI等。11月16日，长城汽车高端品牌WEY（魏派）发布。
2017年9月-12月，哈弗分别进入新西兰、沙特和伊朗市场。
2018年，长城发表欧拉（ORA）品牌，专注新能源汽车。3月13日，长城成为首家进入国际氢能委员会（Hydrogen Council）的中国汽车企业。6月，蜂巢易创成立，专注内燃机和电动动力系统、电驱动系统、传动系统等，下设氢能技术中心。同时成立精诚工科汽车，专门负责底盘、球销、铝合金、铸造、模具、冲焊、自动化和资源再生。两公司均落户江苏扬中。7月10日，在柏林主持的第五轮中德政府磋商中，长城汽车股份有限公司与宝马控股公司在中德两国政府的见证下签署合资经营合同。双方将建立新的合资公司光束汽车有限公司，各自持股50%。8月13日，光束汽车张家港市整车项目签约。8月16日，长城日照整车生产基地和研发中心签约，生产WEY品牌汽车。12月，欧拉R1电动车上市。
2019年6月6日，长城汽车独资5亿美金建成的俄罗斯图拉工厂投产，包括冲压、焊接、涂装、总装，年产15万台哈弗F7x和H9等车型。同年，长城汽车重庆永川工厂投产，总投资45亿元。同年8月，在上海嘉定设基地，着重氢能源。10月26日，长城中国第7个整车生产基地在浙江平湖开工，投资110亿元。11月11日，长城中国第8个整车生产基地在泰州开工，投资80亿元。
2020年1月17日，长城与通用汽车签署了收购印度马哈拉施特拉邦塔里冈工厂协议。2月17日，长城与通用汽车签署了收购泰国罗勇府工厂和其动力总成工厂的协议。9月10日，长城与电影《我和我的家乡》达成战略合作，长城成为影片官方战略合作伙伴和汽车类独家合作伙伴。2020年底规划全新智能电动豪华汽车品牌，内部代号为“SL项目”，后更名“沙龙汽车”，2021年广州车展，第一款沙龙轿车正式发布。
2021年下半年，长城汽车收购位于邢台的河北长征汽车制造有限公司，进军重卡市场。

## 股东
- 魏建军和保定市莲池区南大园乡集体资产经管中心分别透过持有62.8%和37.02%的保定创新长城资产管理有限公司持有长城汽车55.74%
- 魏建军（实际持有长城汽车股份有限公司股份比例：34.75%）

## 財務
- 2005年度營業收入約38億元人民幣，純利約4.4億人民幣。
- 2006年度營業收入約49億元人民幣，純利約702,844,000人民幣。
- 2007年度營業收入約76億元人民幣，純利約937,451,000人民幣。
- 2013年度營業收入567.84億元人民幣，純利82.24億元人民幣。
- 2015年度營業收入1851.72億元人民幣，純利80.59億元人民幣。

## 品牌

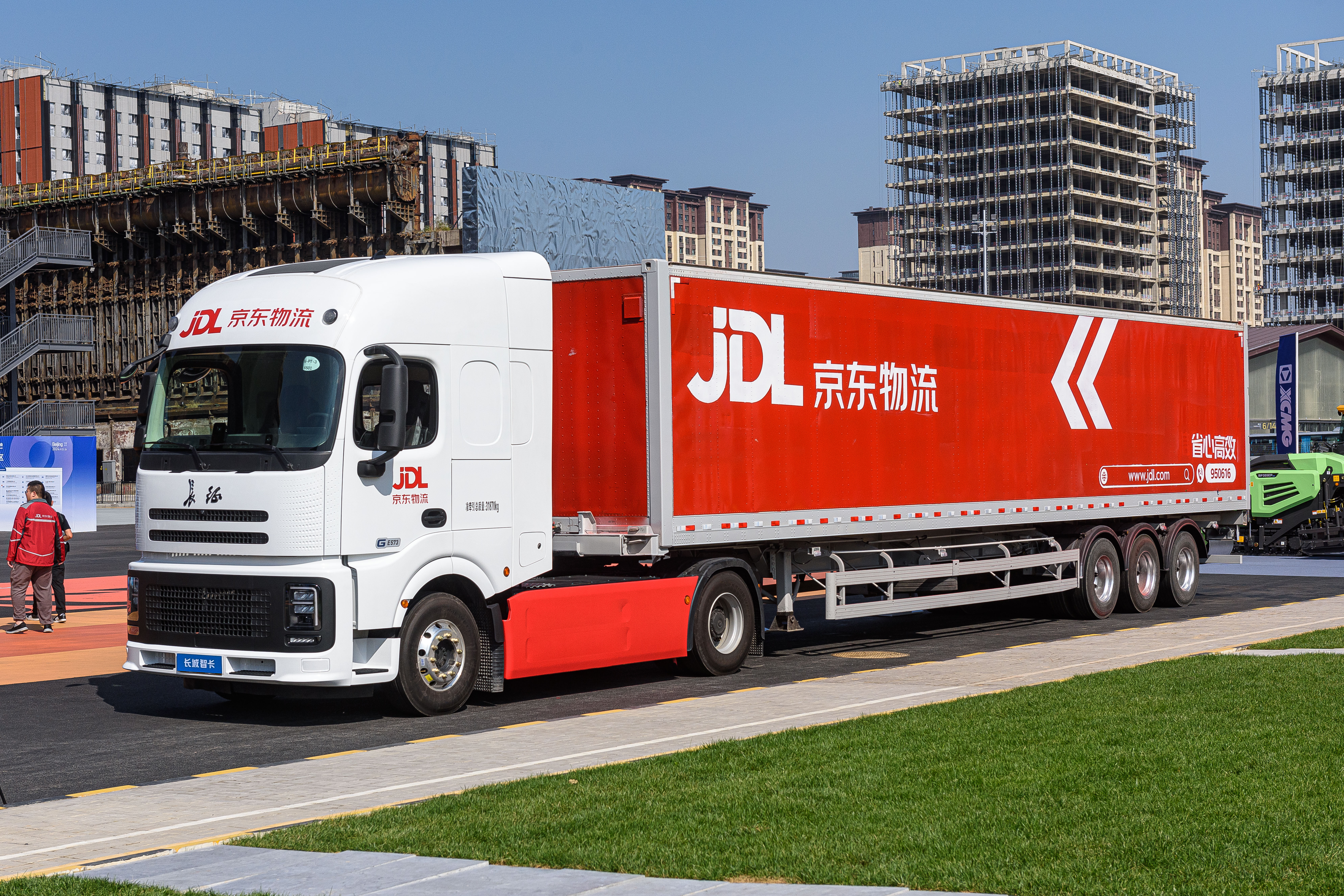
长城智卡，铭牌上记载的品牌仍为“长征”

- 哈弗（HAVAL）：长城旗下专业SUV品牌，已连续8年保持自主品牌全国销量和出口量第一。目前主要产品有H系列、F系列。2011年1月，著名车手周勇驾驶哈弗SUV再次参加达喀尔拉力赛，最终取得中国军团的第一名，总成绩第22名。代表车型：哈弗大狗、哈弗F7、哈弗F5、哈弗F7x、哈弗H6、哈弗H7、哈弗H9等。
- WEY（魏牌）：长城旗下豪华SUV品牌，以老板魏建军的姓氏命名。
- 坦克（TANK）：長城旗下高端越野品牌，代表車型：坦克300、坦克500等。
- 欧拉（Ora）：长城旗下新能源电动车品牌，截至2019年，发布有欧拉好猫、欧拉黑猫、iQ、欧拉白猫三款车型。
- 长城皮卡：长城旗下皮卡品牌。代表车型：长城炮系列、风骏系列。
- 长征：长城收购的重卡品牌，代表车型：长城智卡。
- 特種車：由皮卡或轎車體改裝的露營房車，另有政府合約警車、巡邏車、施工車等。

## 产品

### 新能源电动车
欧拉好猫、欧拉闪电猫、欧拉芭蕾猫

### 皮卡
长城炮系列、风骏系列

### SUV

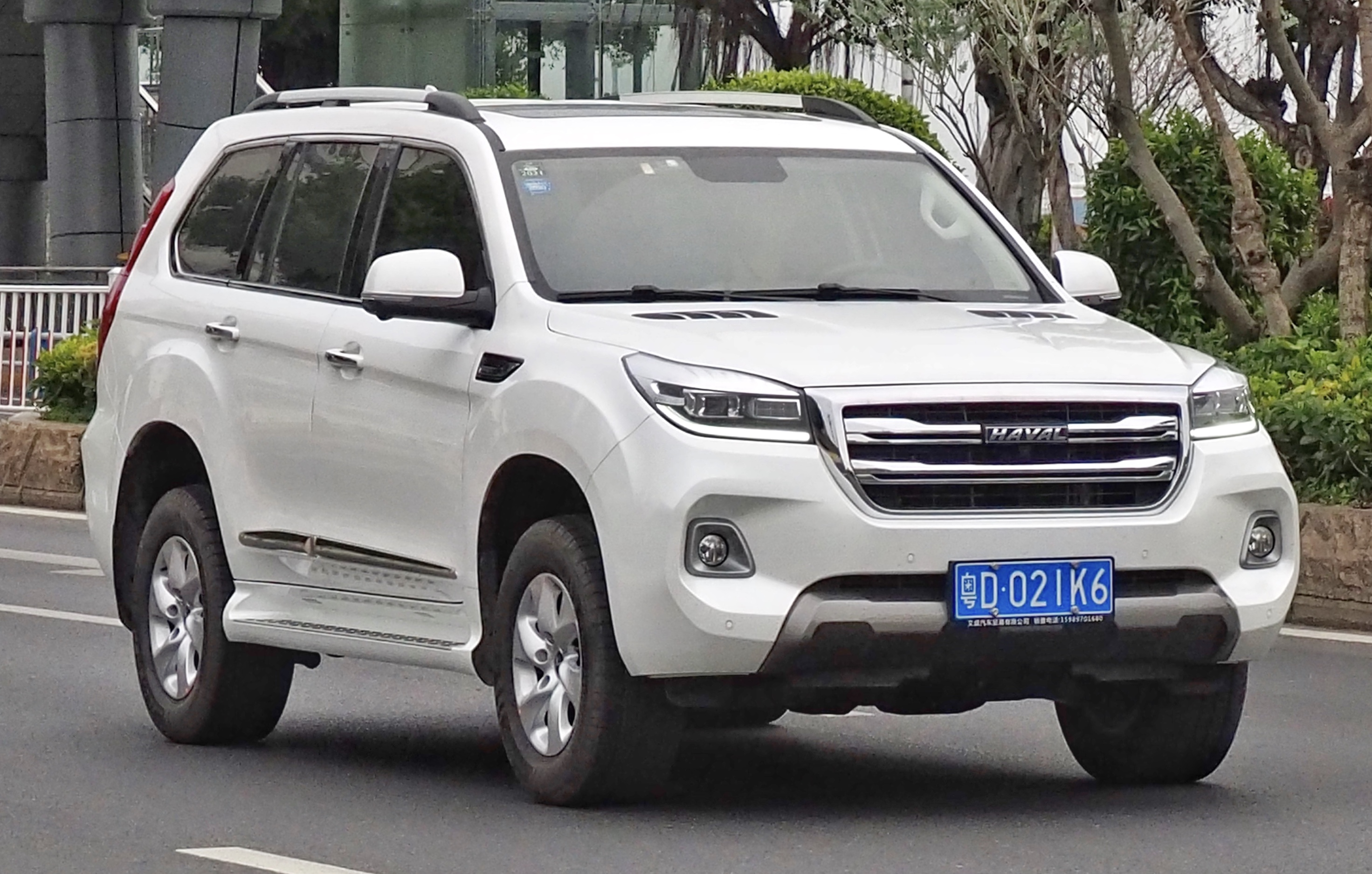
哈佛H9 -2019年款

哈弗：H5、M6、H6、H7、H9、猛龍、大狗、神獸、赤兔、裊龍、裊龍MAX
WEY: 藍山、摩卡、拿铁、高山

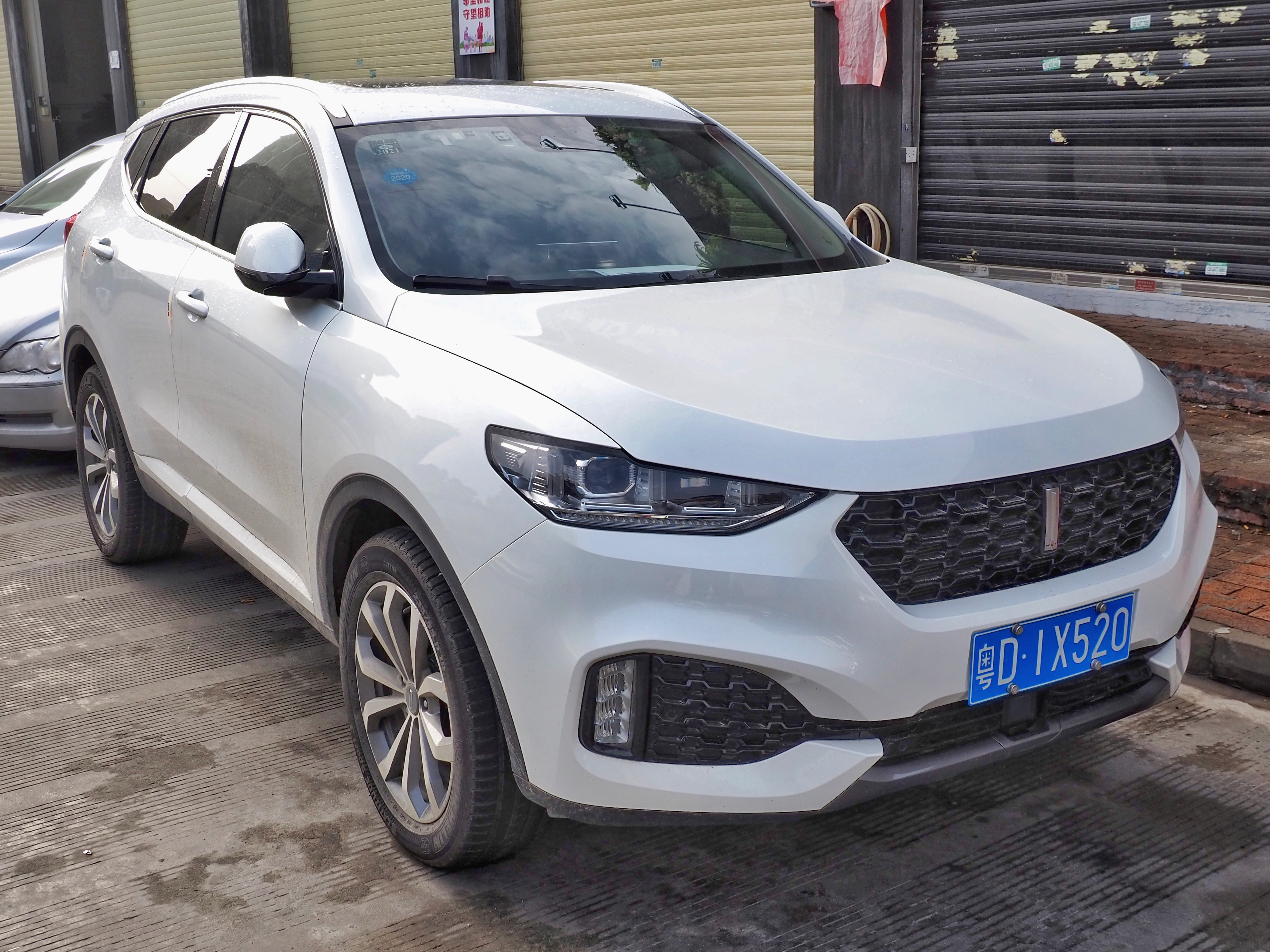
魏派 VV6

坦克：坦克300、坦克700、坦克400、坦克500

#### 发动机
| 型号    | 排量  | 燃料 | 进气形式   | 气缸数量 | 最大马力（Ps/rpm） | 最大扭矩（N·m/rpm） |
| GW4B15  | 1.5升 | 汽油 | 涡轮增压   | 4        | 169/5000-5600      | 285/1400-3000       |
| GW4C20  | 2.0升 | 汽油 | 涡轮增压   | 4        | 252/5500           | 355/1800-4500       |
| GW4D20T | 2.0升 | 柴油 | 双涡轮增压 | 4        | 190/4000           | 420牛米/1400-2400   |

## 早期車款

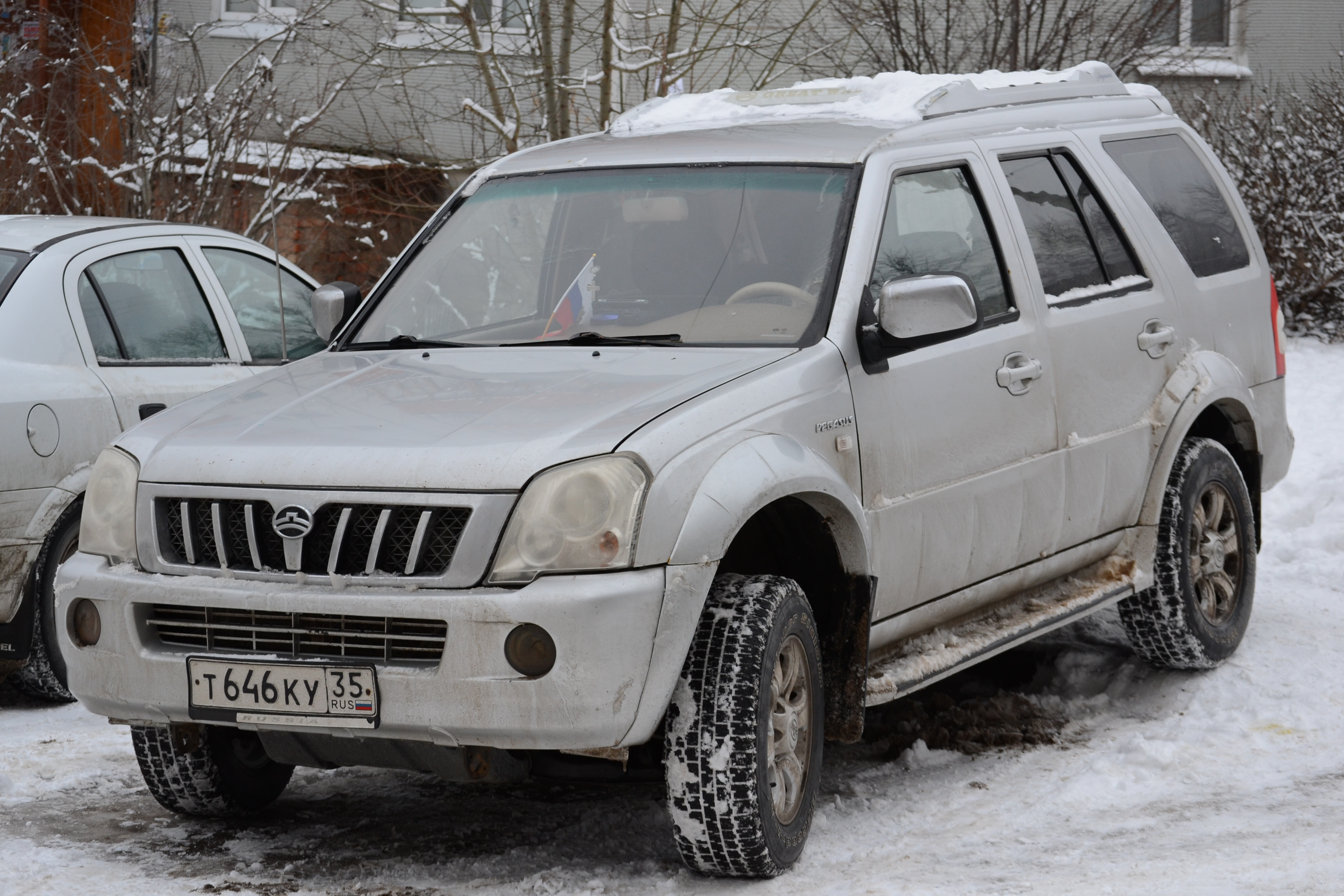
赛骏（2004）
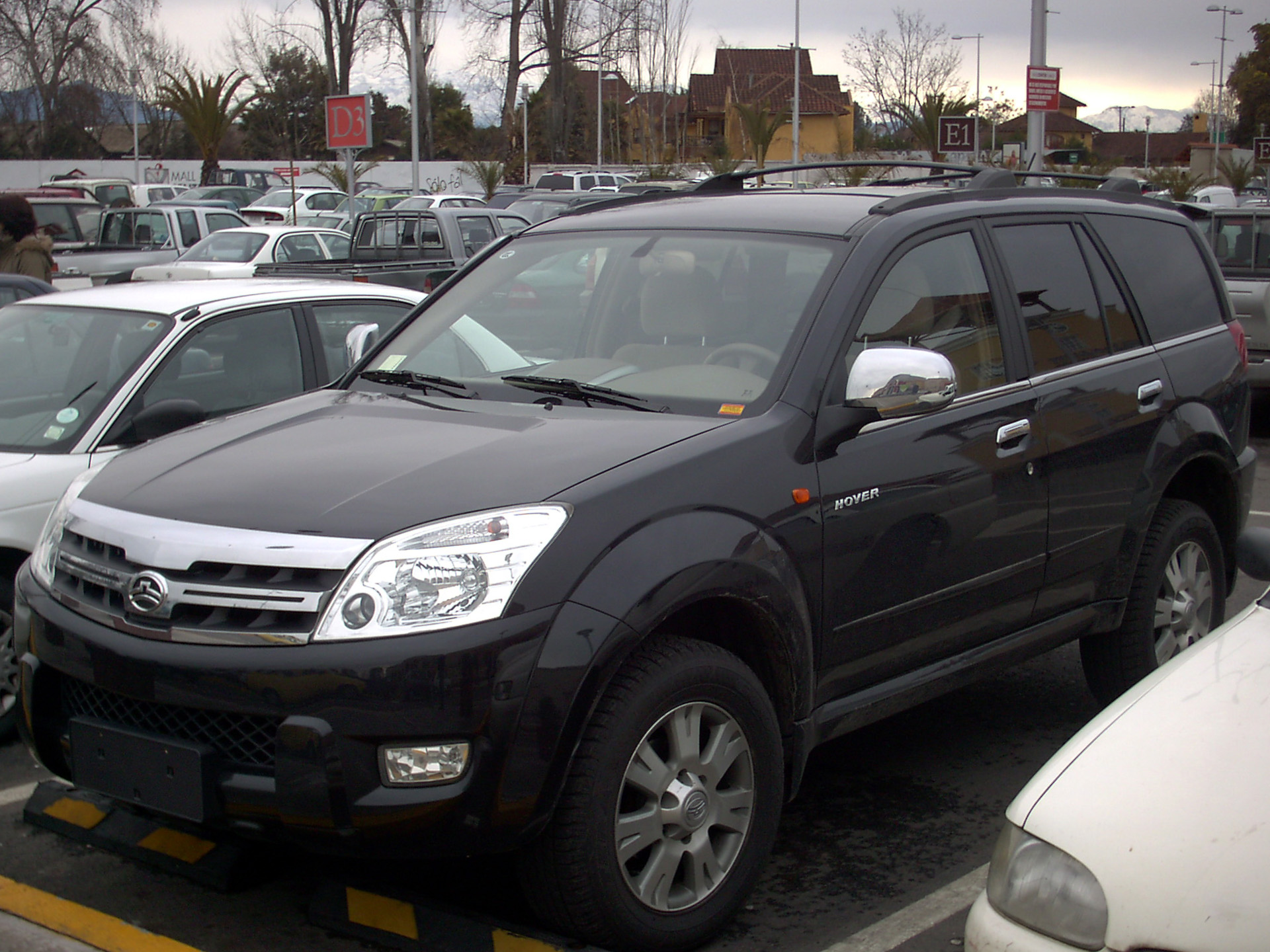
哈弗 CUV（2007）
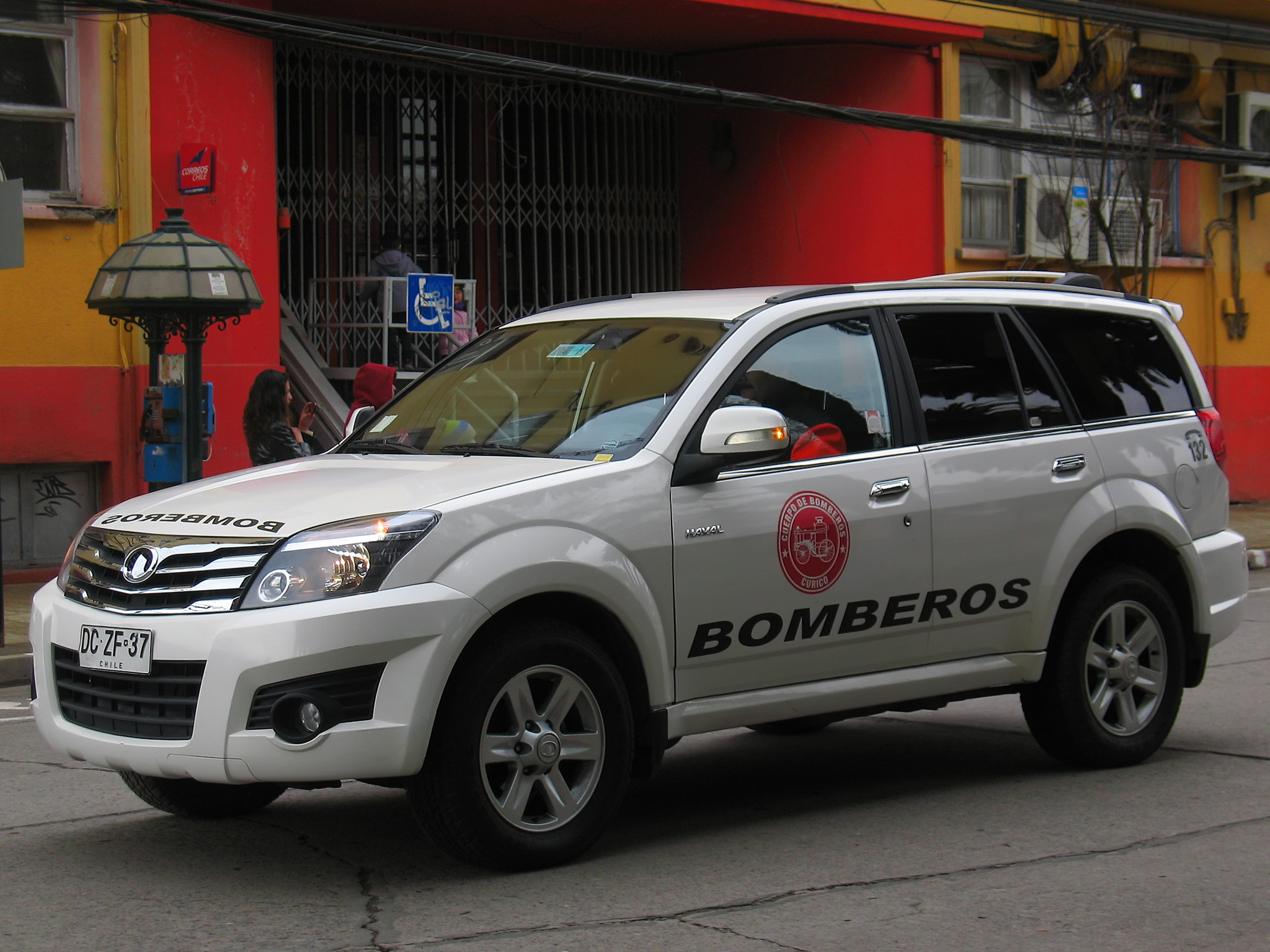
哈弗 H3（2012）
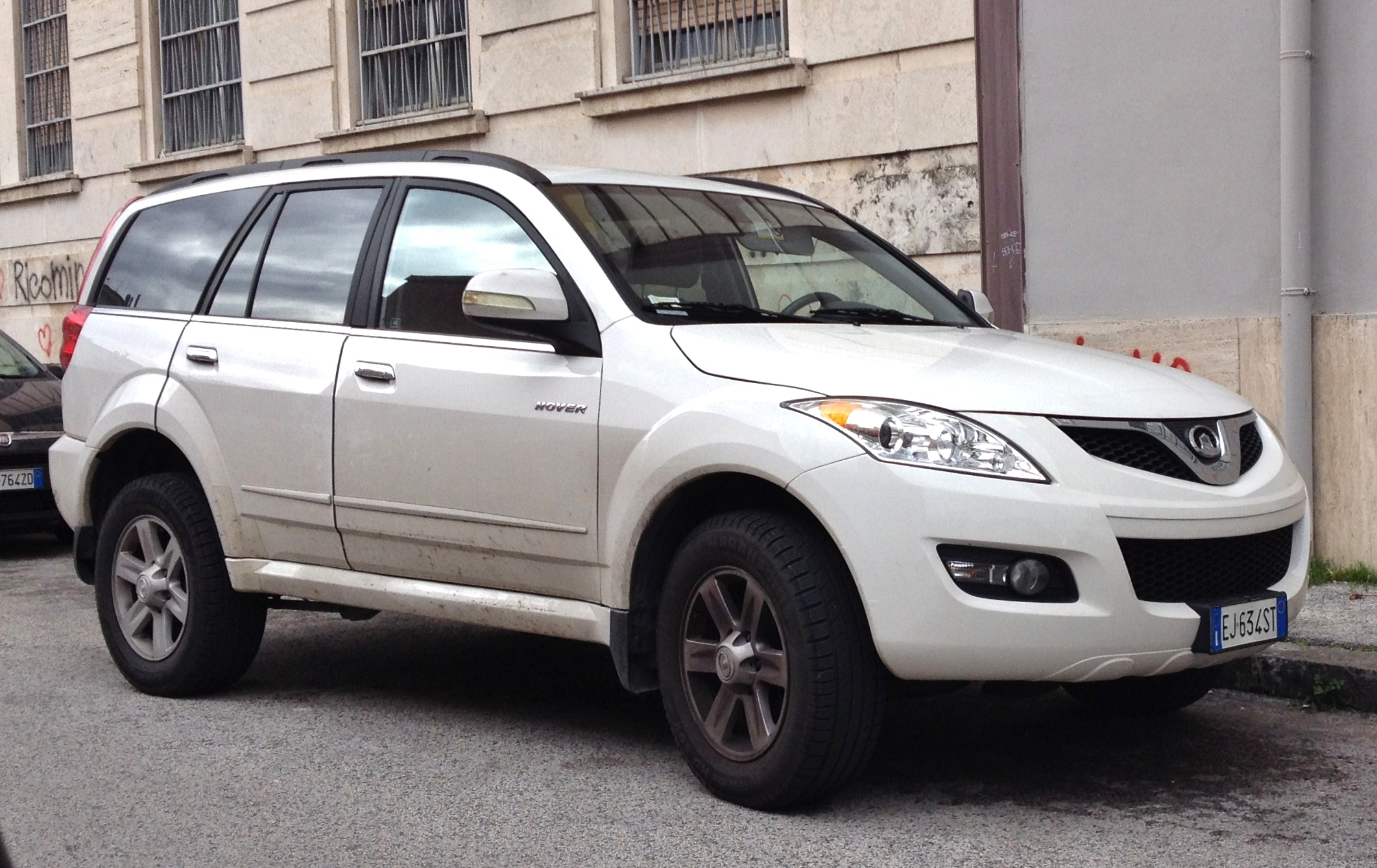
哈弗 H5（2010）
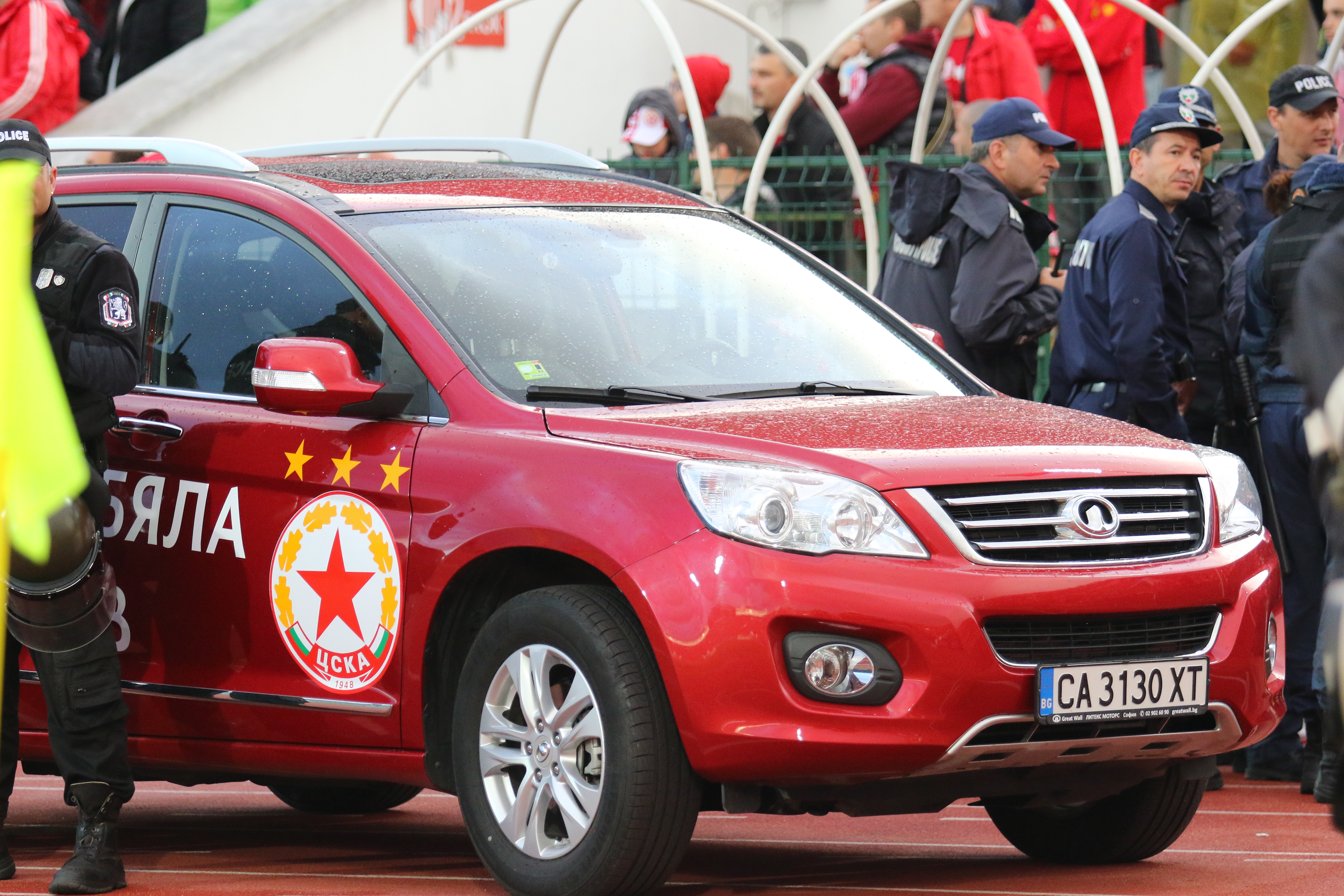
哈弗 H6（2011）
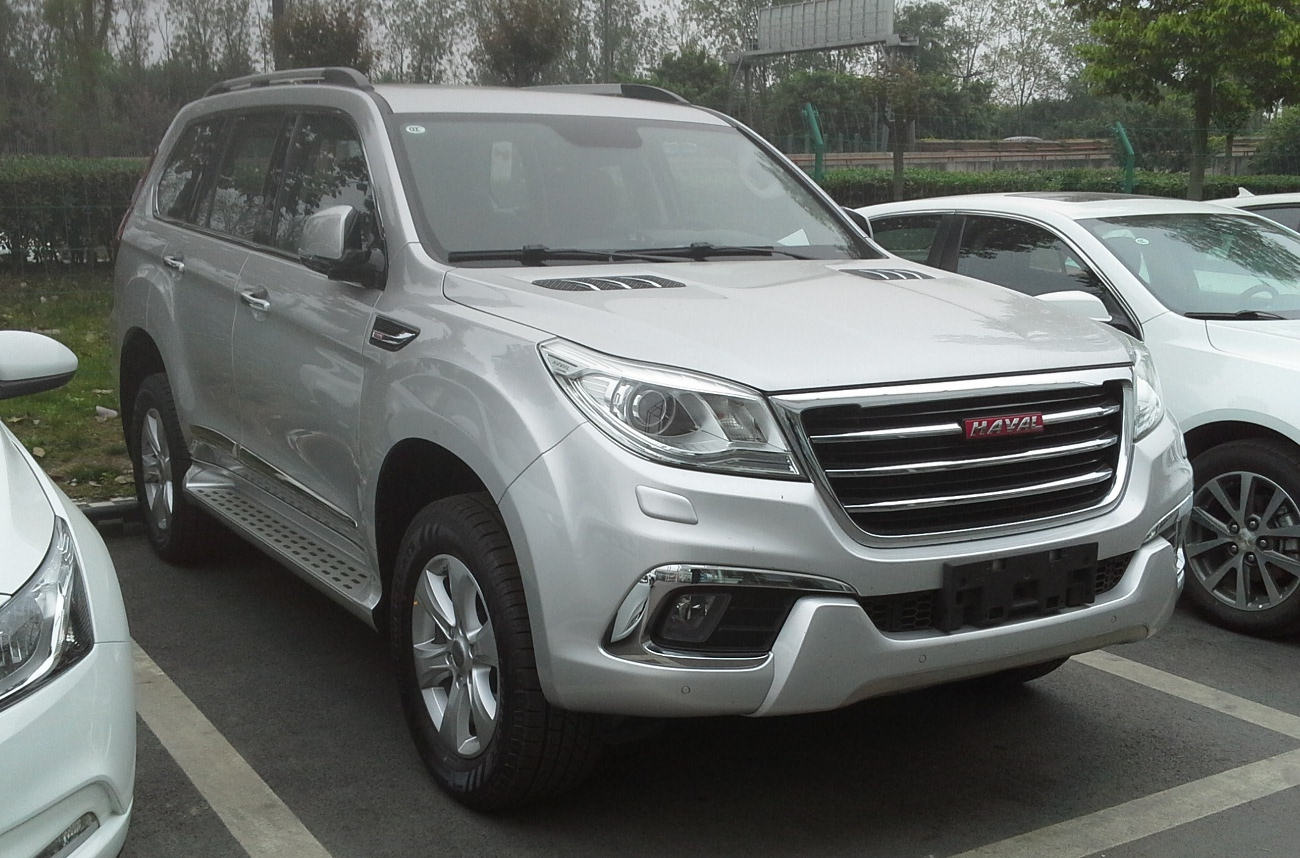
哈弗 H9（2015）
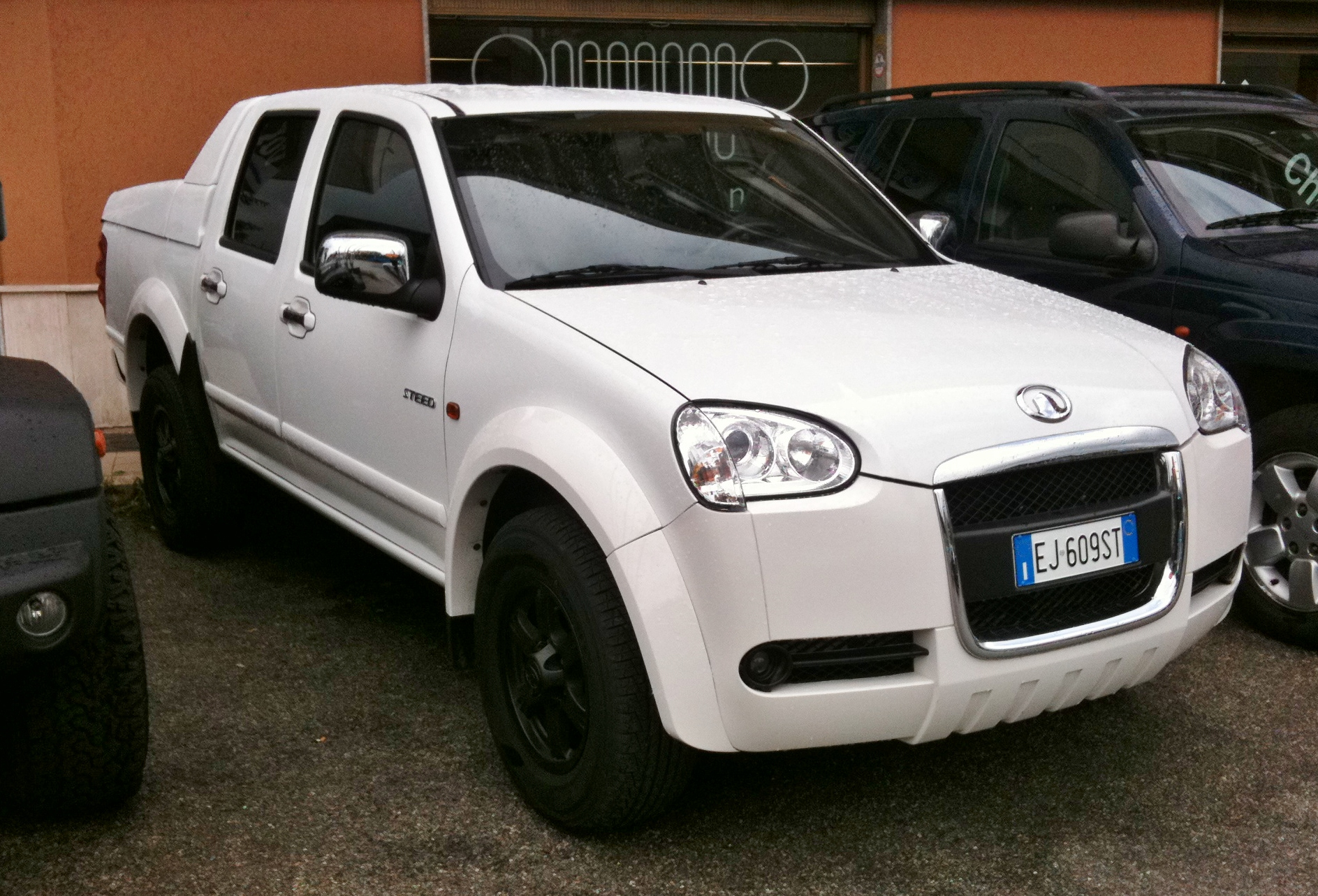
风骏 3（2011）
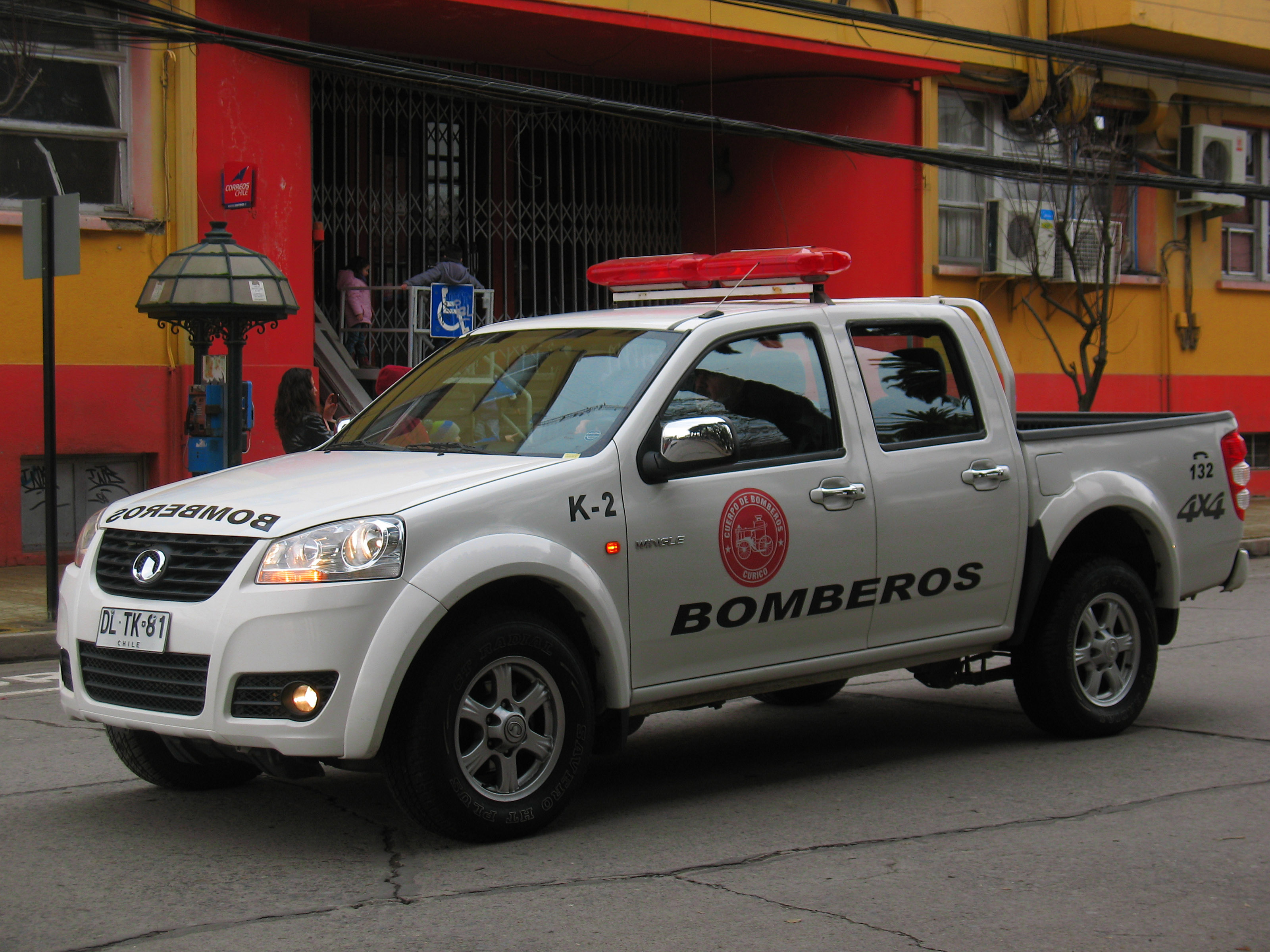
风骏 5（2011）
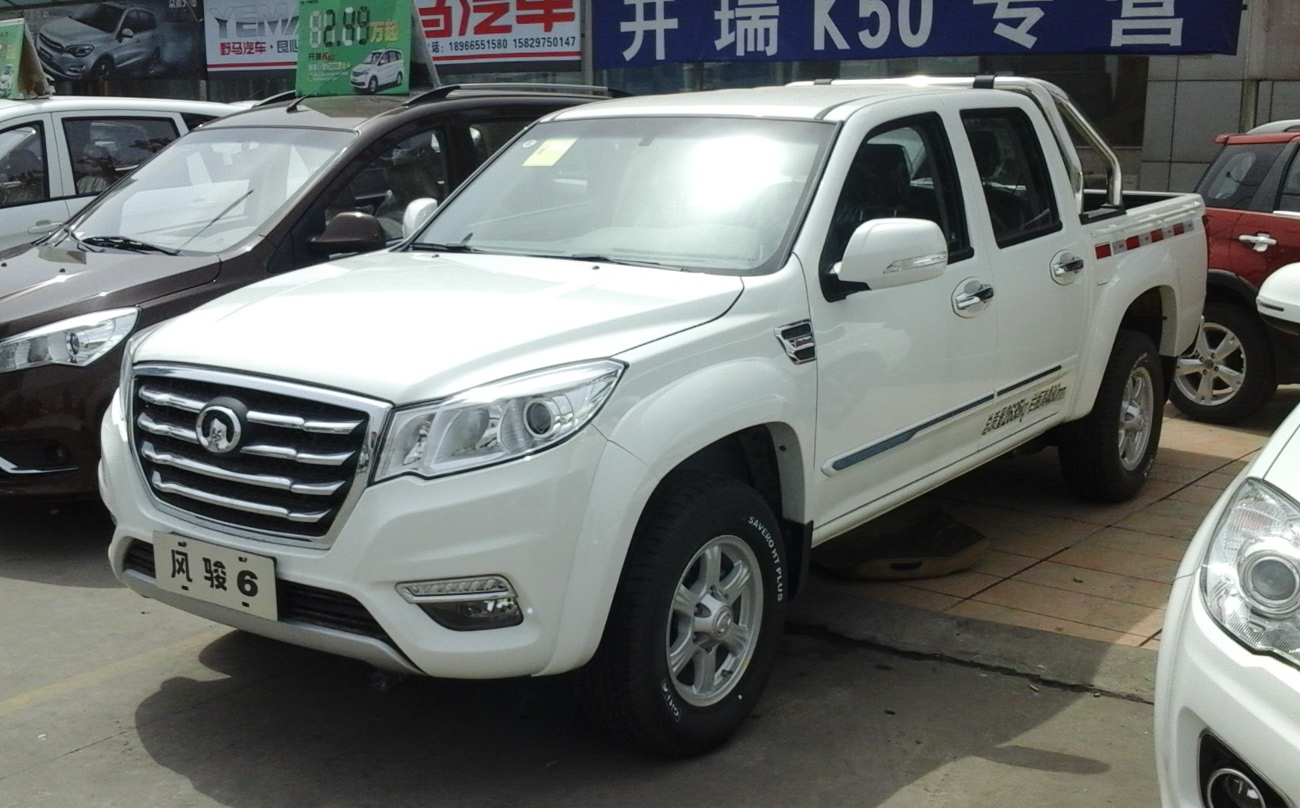
风骏 6（2014）
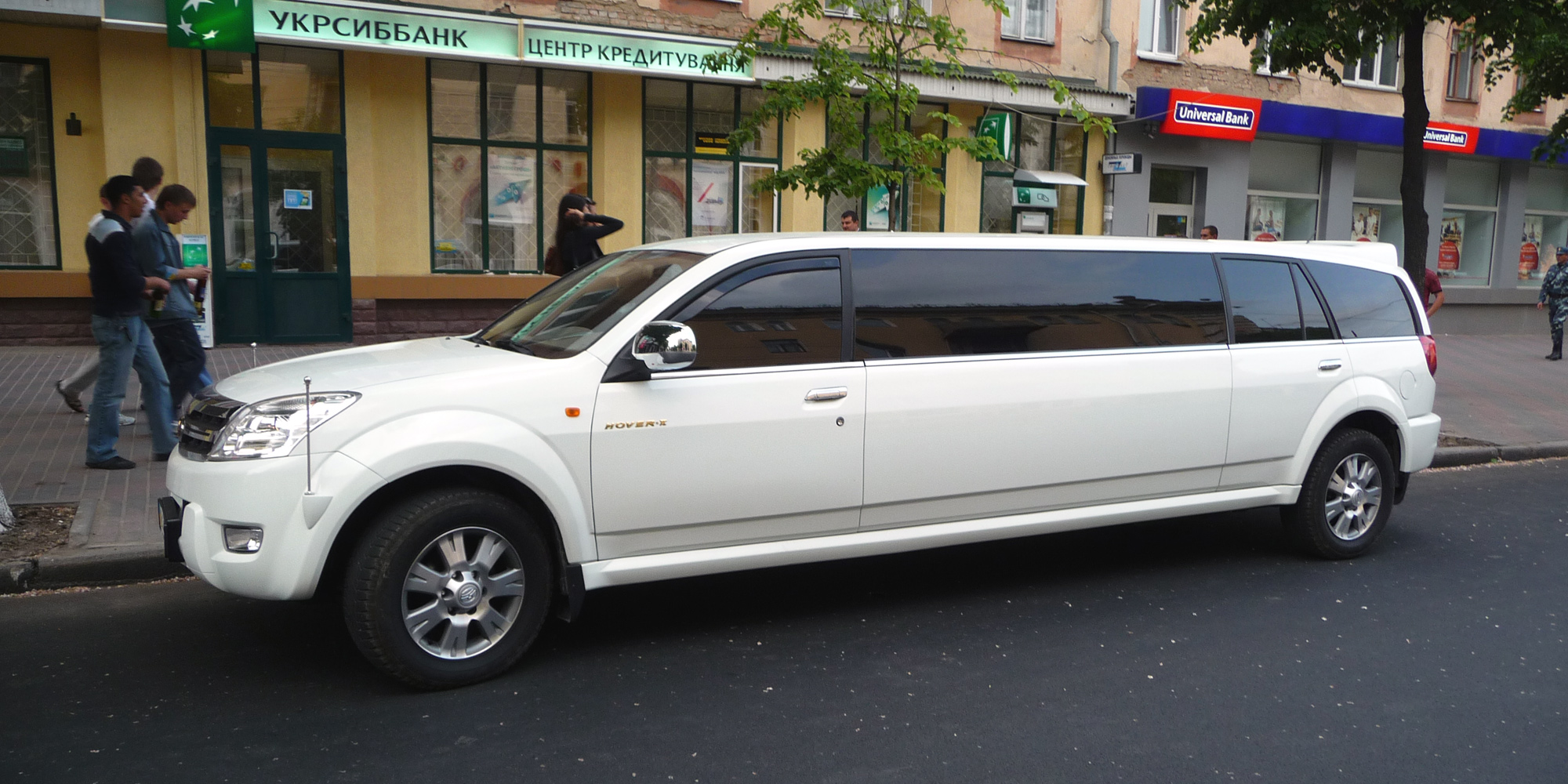
哈弗 π（2007）
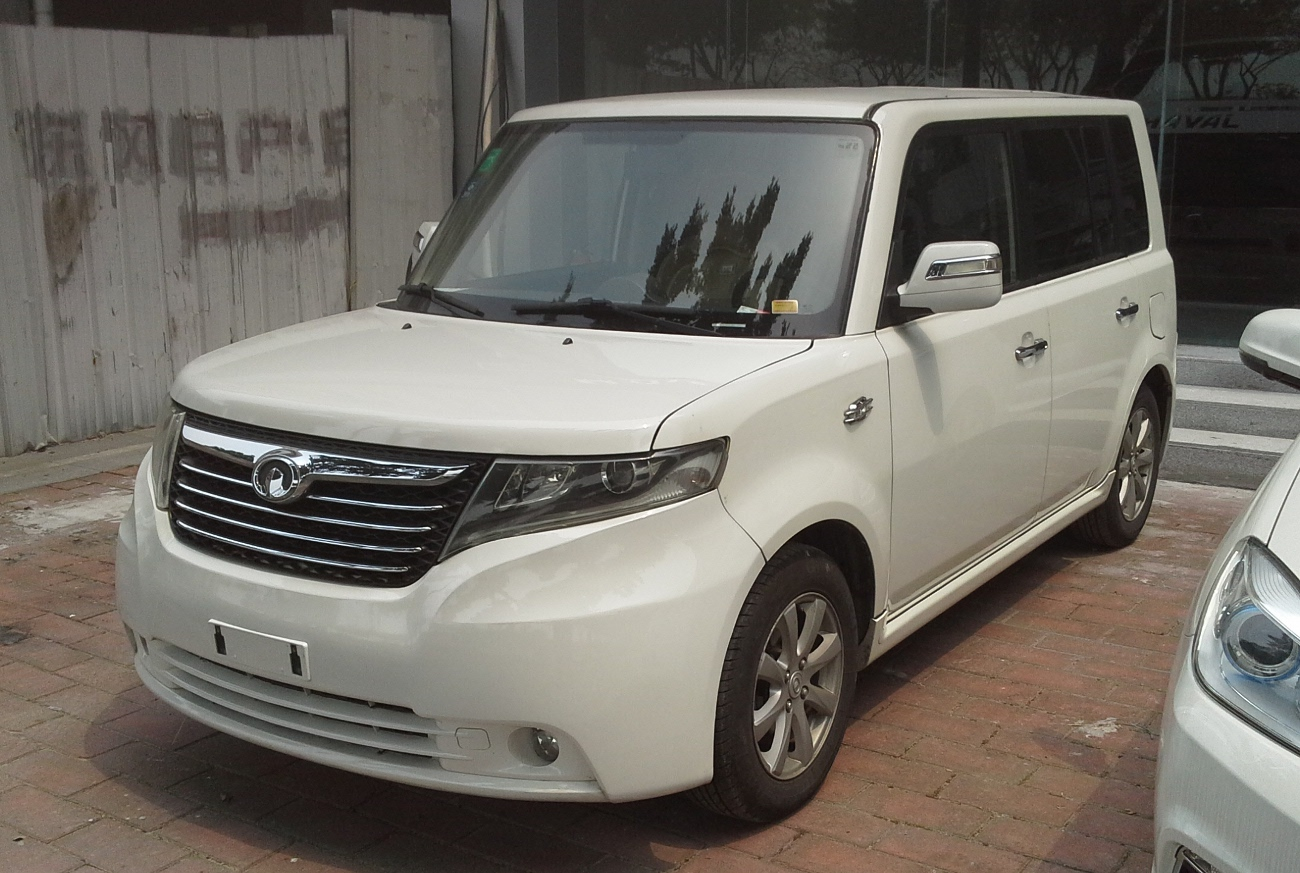
酷熊（2009）
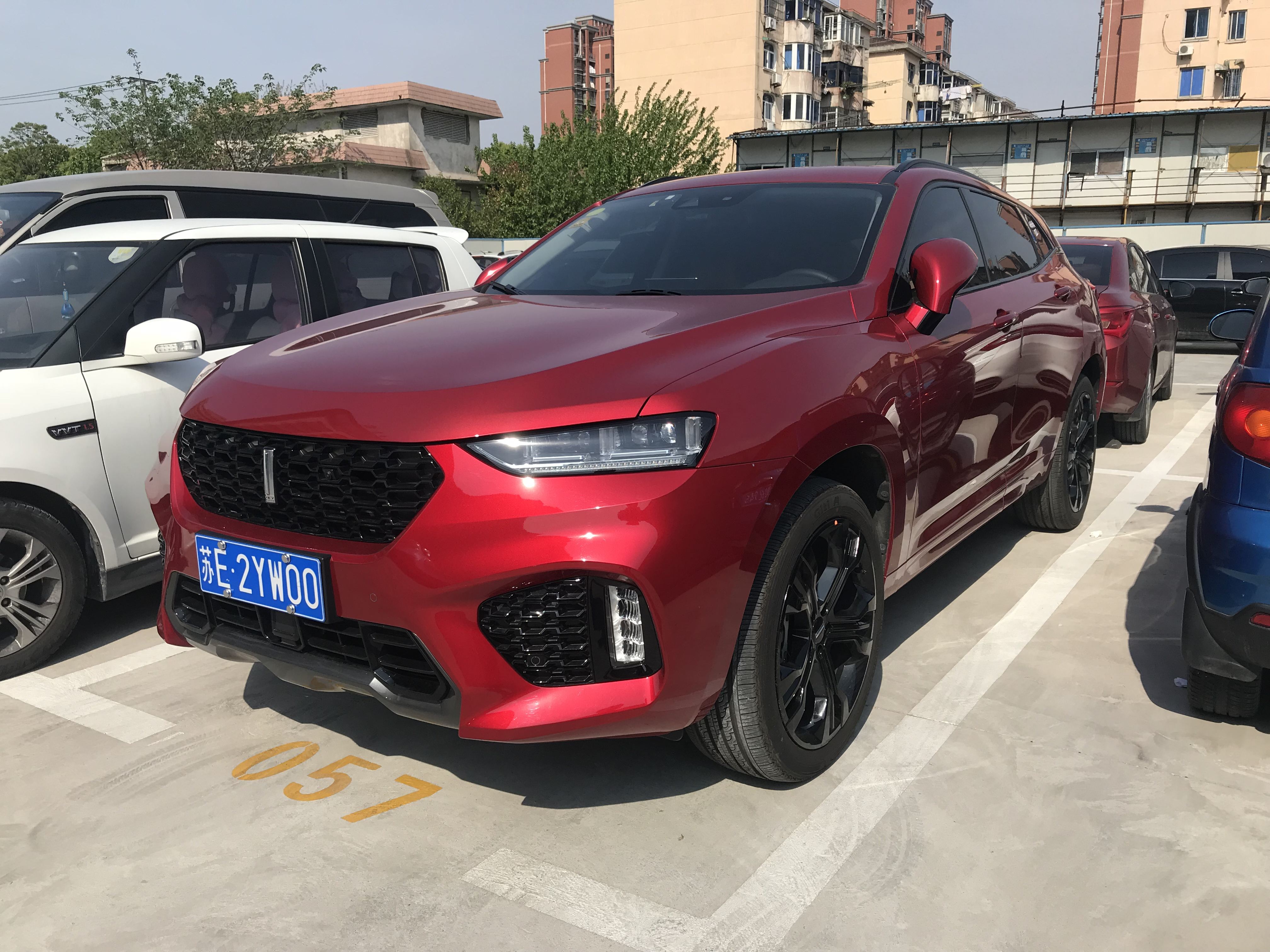
魏派 VV7
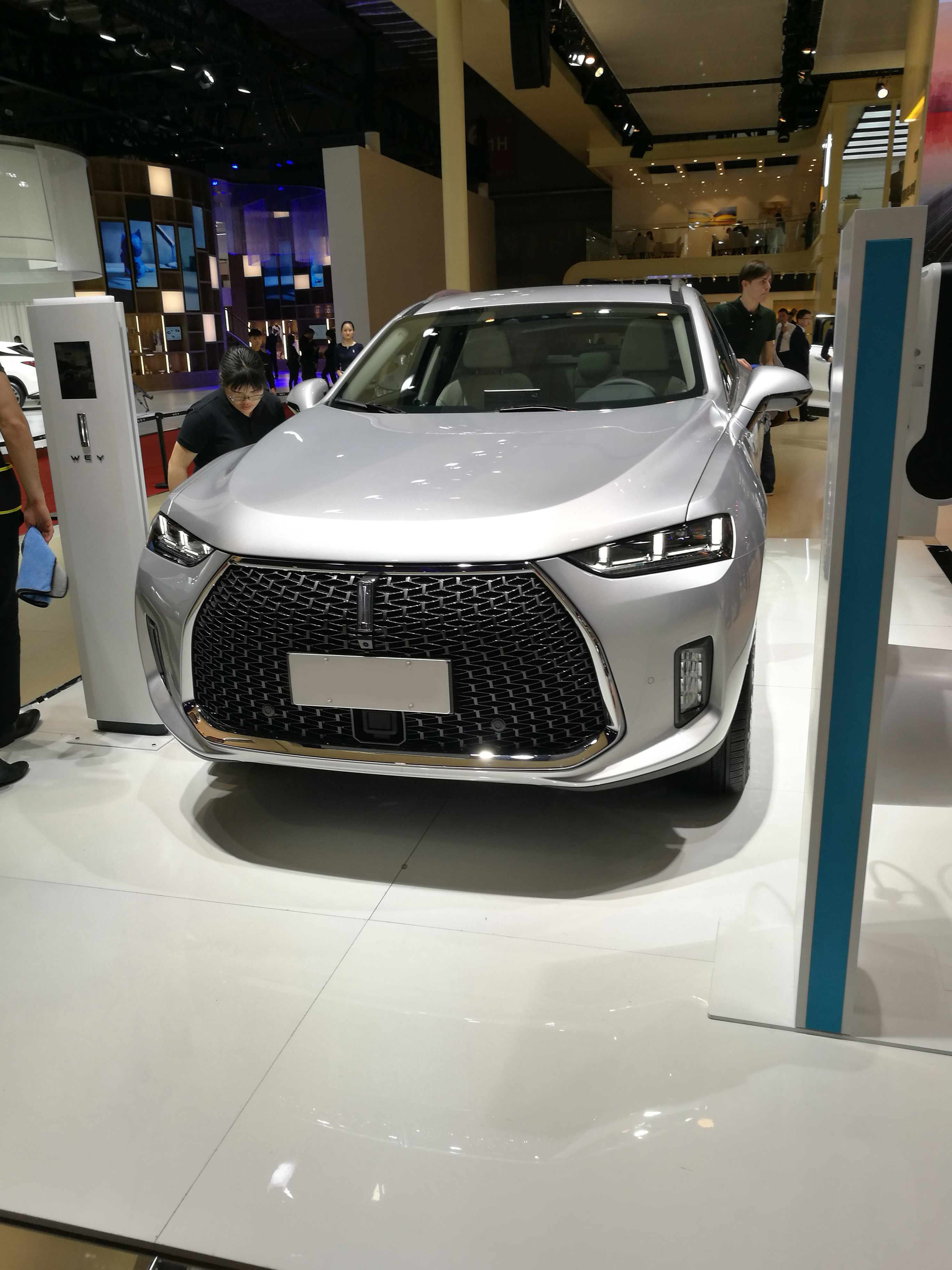
魏派 P8

## 国际制裁
2023年5月9日，乌克兰国家预防腐败局（NAZK）宣布将长城汽车列入俄罗斯入侵乌克兰战争的国际赞助商名单。NAZK的制裁理由指出，长城汽车没有在战争期间退出俄罗斯的计划，还正在考虑增加其在俄市场投资的长期前景，该公司的销售和国外销售指标创历史新高，利润也大幅增长。该公司的成功很大归功于对俄罗斯的制裁，这使该公司的许多竞争对手都离开了俄罗斯市场，这些销售利润的资金中有很大一部分用于向俄罗斯预算纳税，然后俄罗斯利用这些资金支持其军队购买杀死乌克兰人的武器。NAZK也补充说，长城汽车继续以这种方式支持俄罗斯经济，并因此赞助对乌克兰的战争，该公司管理层也并未试图谴责俄罗斯入侵乌克兰。